# Saffira Hoogdorp
Saffira Hoogdorp (6 juli 1995) is een Surinaams voetbalster. Ze speelt op het hoogste niveau in de vrouwencompetitie en komt in de jaren 2010 uit voor het Surinaamse voetbalelftal.

## Carrière
Saffira Hoogdorp speelde rond 2012/2013 voor Dosko, rond 2015/2017 bij Oema Soso dat rond 2018/2019 van naam wijzigde in SV Transvaal. en van circa 2017 tot 2021 bij SV Happy Evita Girls. In 2019 won ze met deze club de beker van Suriname.
In 2013 speelde ze voor het Surinaamse voetbalelftal U-20 tegen Grenada. Ze scoorde het derde doelpunt van de wedstrijd die in 3-0 eindigde. Later dat jaar speelde in het eindtoernooi van de CFU kampioenschappen vrouwen U-20.
Eind april 2018 speelde ze in het nationale elftal in Trinidad en Tobago voor deelname aan de CFU Womens Challenge Series, waar wedstrijden werden gespeeld tegen Guyana, Grenada en Trinidad en Tobago. Ze scoorde in de wedstrijd tegen Guyana, die eindigde in 2-2. De wedstrijd tegen Grenada won Suriname met 5-6 en de wedstrijd tegen Trinidad en Tobago werd met 7-1 verloren.
In 2019 speelde ze kwalificatiewedstrijden voor de Olympische Spelen van 2020. Ze speelde in twee wedstrijden die met veel tegendoelpunten werden verloren, namelijk 10-1 tegen Haïti en 6-1 tegen Puerto Rico.